# 書誌

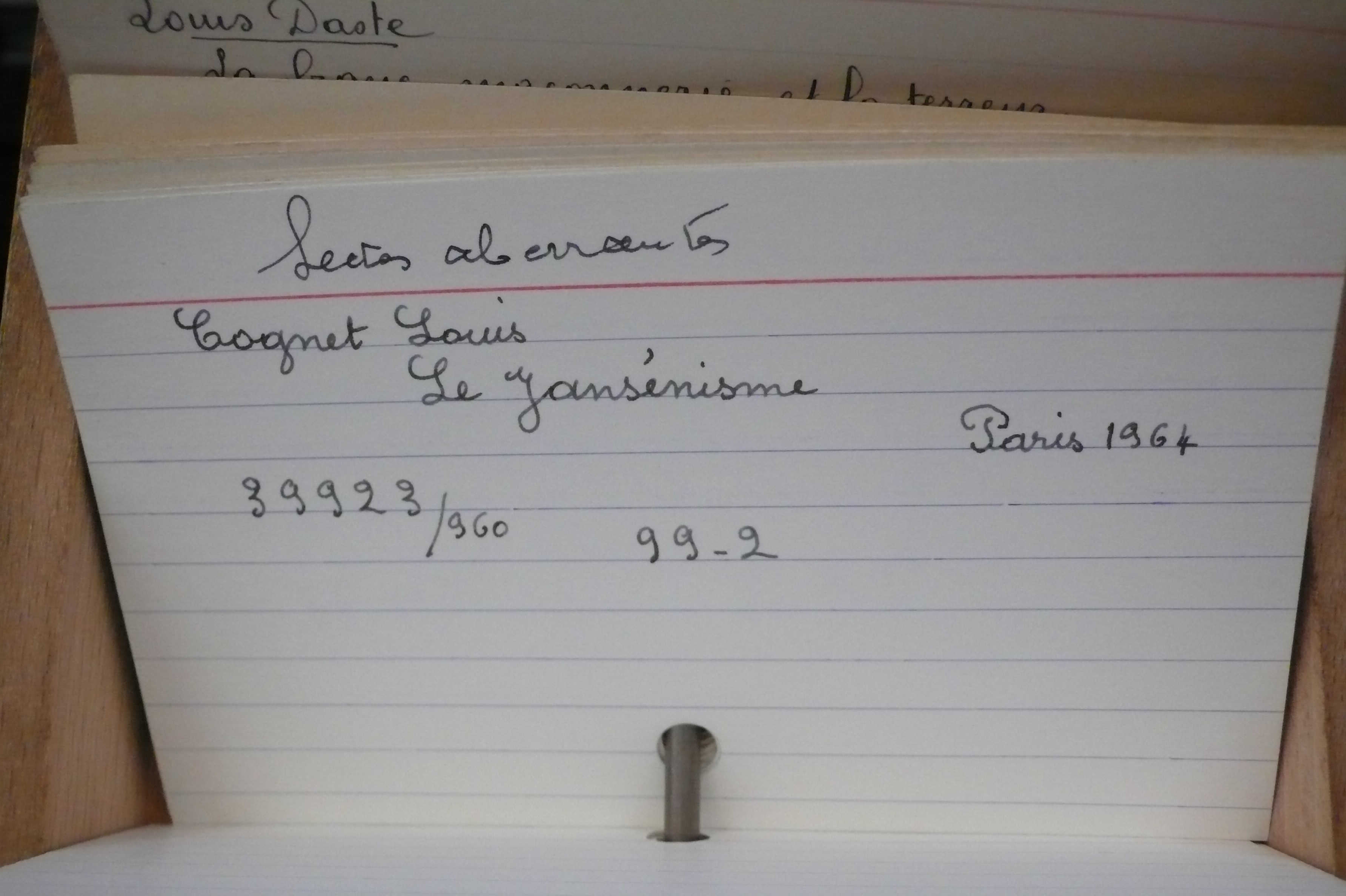
図書館の蔵書目録カード。書名や著者名、発行年などの書誌情報が記載される。

書誌（しょし、英: bibliography）とは、本を探すための情報（「書誌情報」あるいは「書誌事項」ともいう）、すなわち著者名、書名、版次、発行地、発行者、発行年、ISBN、DOI、日本全国書誌番号などのこと。本の奥付に記されることが多い。また、書誌情報を記載した書物等のことを指す場合も多い。
いかにして書籍を分類するかという方法論は、書誌学として研究の対象にもなっている。テーマごとに、数え切れないほどの種類の書誌が発行されており、書誌をリストアップした「書誌の書誌」と呼ばれるものもある。ビブリオグラフィともいう。
ある人物、あるテーマについての関連文献目録を指すこともあり、その場合には書誌目録ともいう。最初のものは、コンラート・ゲスナーによって編纂された書誌目録で、1545年に出版された。その書誌目録は、3,000人の著者による数万の本を記載していたとされる。

## 例
NDL-OPAC（国立国会図書館蔵書検索・申込システム）を活用して蔵書を検索した際には、個々の蔵書の情報には、必ず「書誌情報」、「全国書誌番号」、「書誌ID」が表示される。